# Permiakia
Permiakia o Distrito Autónomo de los Komi-Permianos (en ruso: Коми-Пермяцкий автономный округ; en komi: Коми-Перым асвеськöдлан кытш) fue un sujeto federal de Rusia hasta el 1 de diciembre de 2005 cuando fue incorporado al krai de Perm.
Era una división administrativa en el norte de la Federación Rusa con una extensión de 32.770 km² y, en el 2002, una población de 136.076 habitantes, su centro administrativo es Kudymkar.

## Demografía
En el 2002 los komi-permianos eran 80.327 (59%); los rusos 51.946 (38%), el resto de la población se distribuía en otras 55 nacionalidades y etnias, siendo las más numerosas las de los tártaros 1.100 (0,89%); ucranianos 706 (0,51%) y bielorrusos 672 (0,49%).

## Geografía
Permiakia se encuentra en la cuenca alta del río Kama y la vertiente occidental de los montes Urales, siendo su bioma típico el de la taiga con predominio de abetos. La máxima elevación se encuentra en la frontera con la región de Kírov (335 metros).

## Historia
Poblada ancestralmente por pastores y cazadores de lengua ugro-finesa, la región fue incorporada a Rusia en 1472, el antecedente de Permiakia surgió el 26 de febrero de 1925 cuando dentro de la Unión Soviética aparece una división política que atiende las características étnicas de la región, luego dentro de la Rusia soviética, pasó a ser la óblast (provincia) autónoma de los Komi-Zyrián. Por un plebiscito efectuado en octubre de 2004 se resolvió fusionar el distrito de los Komi-Permiacos en el krai o distrito de Perm lo cual fue efectuado el 1 de diciembre de 2005.